# 富克斯卡峰

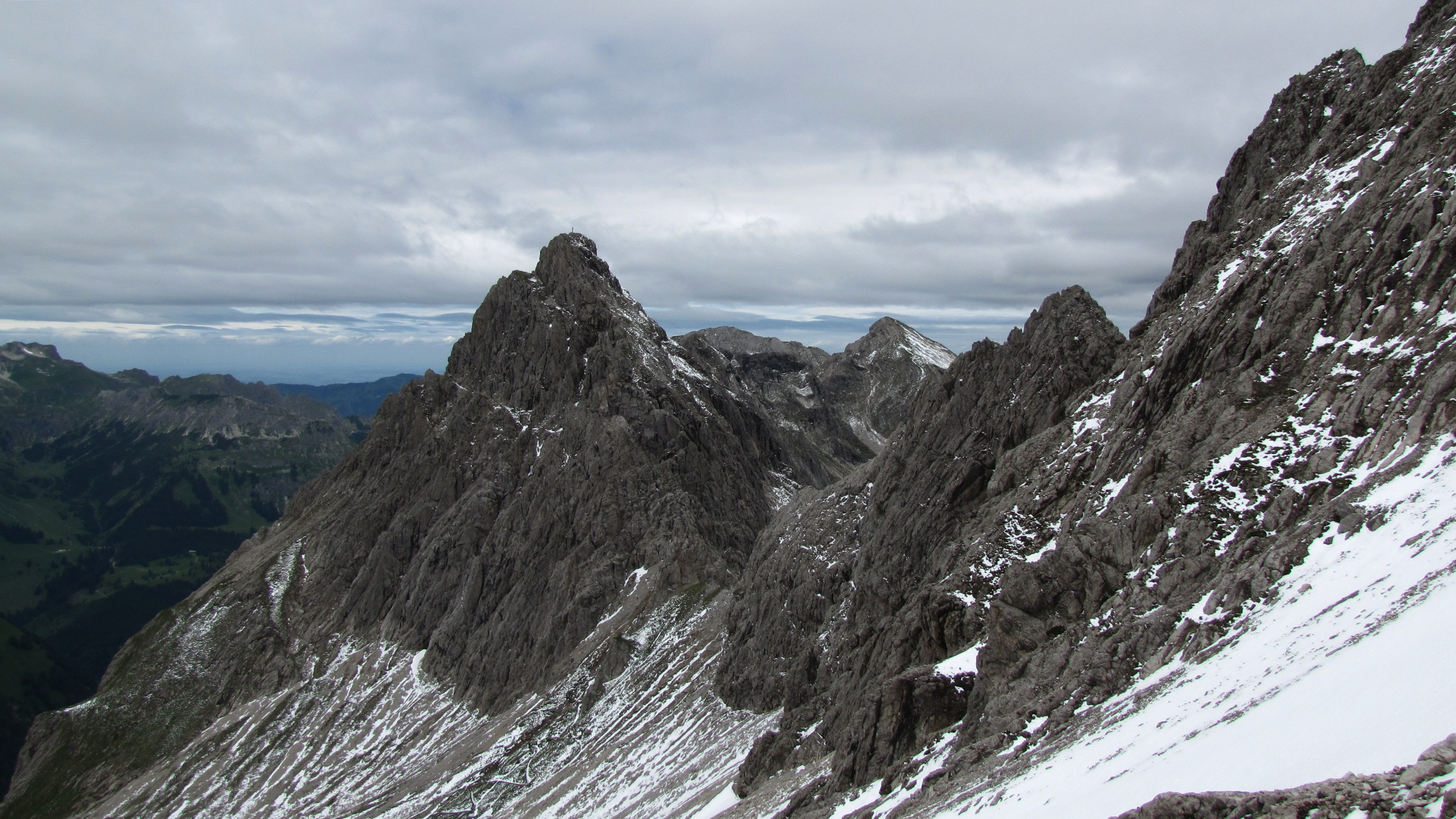

47°23′28″N 10°25′46″E / 47.39111°N 10.42944°E
富克斯卡峰（德語：Fuchskarspitze），是中歐的山峰，位於德國和奧地利接壤的邊境，屬於阿爾高阿爾卑斯山脈的一部分，距離克羅伊茨峰0.7公里，海拔高度2,314米，每年平均降雨量1,730毫米。